# Verkhovynskyj Nationalpark
Verkhovynskyj Nationalpark eller Verkhovynskyj Nationale Naturpark (ukrainsk: Верховинський національний природний парк) er en nationalpark i Ukraine, der dækker de højeste ende af Tjeremosj-floden i Karpaterne. Parken ligger i det administrative distrikt Verkhovynskyj rajon i Ivano-Frankivsk Oblast ; den nærmeste by er Tjernivtsi.

## Topografi
Parken ligger i en af de mest bjergrige, utilgængelige dele af de ukrainske Karpater, i Chivchino-Grinyava bjergkæden, ved udløbet af de to vigtigste bifloder af Tjeremosj-floden, som løber nordpå til Prut-floden, som løber mod øst og syd til Donau-floden. Geologisk set er parken på den nordvestlige del af Marmaros krystallinske massiv (kalksten). Tjeremoskyj Nationalpark ligger mod øst.

## Klima og økoregion
Klimaet i Verkhovynskyj er fugtigt kontinentalt klima, varm sommer (Köppen klimaklassificering (Dfb)). Dette klima er kendetegnet ved store sæsonbestemte temperaturforskelle og en varm sommer (mindst fire måneder i gennemsnit over 10 °C , men ingen måned i gennemsnit over 22 °C. Den gennemsnitlige nedbør er 1.002 mm om året; vinden er overvejende mod nordøst.

## Flora og fauna
Parken har populationer af skov-, eng- og sumpblomster. Skovtyper er påvirket af højdezonerne. Over 1.600 moh. er mest bjergfyr og el. Fra 1.200 meter til 1.600 meter er skoven overvejende gran. Under 1.200 meter er skovene blandede.

## Offentlig brug
Som en forholdsvis ny park, der lægger vægt på naturbeskyttelse, er rekreative faciliteter stadig under udvikling. Der er vandrestier, og personalet sørger for undervisningsprogrammer for lokale skolebørn.